# آن سميث فرانكلين
آن سميث فرانكلين (بالإنجليزية: Ann Smith Franklin)‏ هي صحفية أمريكية، ولدت في 2 أكتوبر 1696 في بوسطن في الولايات المتحدة، وتوفيت في 16 أبريل 1763 في نيوبورت في الولايات المتحدة.